# Delegació del Govern d'Espanya a Castella - la Manxa
La Delegació del Govern a Castella-La Manxa és l'organisme de l'Administració Pública d'Espanya, dependent de la Secretaria d'Estat de Política Territorial, pertanyent al Ministeri de Política Territorial i Funció Pública, encarregat d'exercir la representació del Govern d'Espanya en la comunitat autònoma de Castella-La Manxa.

## Seu
La seu de la Delegació es troba a la plaça de Zocodover, n. 6 de Toledo.

## Delegats
| Dates del mandat | Dates del mandat | Delegat                           | Partit | Partit |
| ---------------- | ---------------- | --------------------------------- | ------ | ------ |
| 24.07.1984       | 28.07.1989       | Pedro Valdecantos García          |        | PSOE   |
| 28.07.1989       | 17.05.1996       | Daniel Romero Álvarez             |        | PSOE   |
| 17.05.1996       | 12.05.2000       | Carlos Moro Moreno                |        | PP     |
| 12.05.2000       | 06.09.2002       | Juan Ignacio Zoido Álvarez        |        | PP     |
| 06.09.2002       | 30.01.2004       | María Encarnación Naharro de Mora |        | PP     |
| 30.01.2004       | 23.04.2004       | Jaime Lobo Asenjo                 |        | PP     |
| 23.04.2004       | 16.09.2005       | María del Carmen Valmorisco       |        | PSOE   |
| 16.09.2005       | 13.01.2012       | Máximo Díaz-Cano del Rey          |        | PSOE   |
| 13.01.2012       | 10.04.2015       | Jesús Labrador Encinas            |        | PP     |
| 14.04.2015       | 19.06.2018       | José Julián Gregorio López        |        | PP     |
| 19.06.2018       | En el càrrec     | Manuel Gabriel González Ramos     |        | PSOE   |

## Funcions
L'organisme està dirigit per un delegat, nomenat pel Govern, les funcions del qual, segons l'article 154 de la Constitució espanyola, són les de dirigir l'Administració de l'Estat al territori de la Comunitat Autònoma i la coordinarà, quan escaigui, amb l'administració pròpia de la Comunitat.

## Subdelegacions
El delegat del Govern a Castella-La Manxa està assistit per cinc subdelegats del Govern. Hi ha una subdelegació a cada província de la comunitat autònoma:
- subdelegació del govern a la província d'Albacete (Avinguda De España, 7, 02071-Albacete) ;
- subdelegació del govern a la província de Ciudad Real (Plaça de Cervantes, 1, 13071-Ciudad Real) ;
- subdelegació del govern a la província de Cuenca (Carrer Juan Correcher, 2, 16001-Conca) ;
- subdelegació del govern a la província de Guadalajara (Passeig Fernández Iparraguirre, 8, 19071-Guadalajara) ;
- subdelegació del govern a la província de Toledo (Carrer De la Plata, 25, 45071-Toledo).